# Pink Cream 69
Pink Cream 69 ist eine deutsche Rockband aus Karlsruhe, die 1987 gegründet wurde.

## Geschichte
Gegründet wurde Pink Cream 69 im Jahr 1987 von Andi Deris, Alfred Koffler und Kosta Zafiriou. Dennis Ward stieß kurze Zeit später hinzu. Die Band gewann 1988 den Metal-Hammer-Nachwuchswettbewerb in der Rockfabrik Ludwigsburg und erhielt daraufhin einen Plattenvertrag bei CBS Records. Zahlreiche Touren erhöhten den Bekanntheitsgrad der Vier und ließen sie zu einem gefragten Export in Mitteleuropa und Japan werden.
1994 verließ Andi Deris die „Pinkies“, um fortan bei Helloween zu singen. Er wurde durch den Briten David Readman ersetzt. Im Jahre 2003 wurde die Band auf fünf Musiker erweitert, als Uwe Reitenauer zur Entlastung für den durch Fokale Dystonie, der sog. „Musikerkrankheit“, eingeschränkten Alfred Koffler hinzukam.
Ab 2006 unterstützten Dennis Ward und Chris Schmidt den ehemaligen Rainbow-Sänger Joe Lynn Turner bei dessen „Sunstorm“-Projekt.
Im März 2012 verließ Schlagzeuger und Gründungsmitglied Kosta Zafiriou die Band, um seinen Fokus fortan der Arbeit bei seiner eigenen Promo-Agentur sowie seiner neuen Band Unisonic zu widmen, bei der auch Dennis Ward spielt. Seinen Posten übernahm sein Drumtechniker Chris Schmidt.
Im Januar 2013 erschien nach längerer Schaffenspause das Studio-Album Ceremonial.
Im November 2017 erschien nach 4-jähriger Pause das Album Headstrong.
Ende 2019 wurde bekanntgegeben, dass Bassist und Gründungsmitglied Dennis Ward nach über 30 Jahren die Band verlassen hat.
Anfang 2020 gab auch der langjährige Gitarrist Uwe Reitenauer seinen Ausstieg aus der Band bekannt,
kurz darauf wurden Marco Wriedt (ex-Axxis) und Bassist Roman Beselt (Sons of Sounds)
als neue Bandmitglieder präsentiert.

## Diskografie
Alben

| Jahr | Titel             | Höchstplatzierung, Gesamtwochen, AuszeichnungChartplatzierungen (Jahr, Titel, Platzierungen, Wochen, Auszeichnungen, Anmerkungen) | Höchstplatzierung, Gesamtwochen, AuszeichnungChartplatzierungen (Jahr, Titel, Platzierungen, Wochen, Auszeichnungen, Anmerkungen) | Anmerkungen |
| Jahr | Titel             | DE | CH | Anmerkungen |
| ---- | ----------------- | --- | --- | ----------- |
| 1991 | One Size Fits All | DE22 (12 Wo.)DE | CH21 (3 Wo.)CH |             |
| 1993 | Games People Play | DE48 (7 Wo.)DE | — |             |
| 1995 | Change            | DE84 (5 Wo.)DE | — |             |
| 2000 | Sonic Dynamite    | DE58 (2 Wo.)DE | — |             |
| 2004 | Thunderdome       | DE87 (1 Wo.)DE | — |             |
| 2013 | Ceremonial        | DE83 (1 Wo.)DE | — |             |
| 2017 | Headstrong        | DE89 (1 Wo.)DE | CH99 (1 Wo.)CH |             |

Weitere Alben
- 1989: Pink Cream 69
- 1991: 49°/8°
- 1997: Food for Thought
- 1997: #Live#
- 1998: Electrified
- 2001: Endangered
- 2007: In10Sity
- 2009: Live in Karlsruhe
- 2009: Past and Present (2 DVDs)